# Comuna Uppsala
Uppsala (Uppsala kommun) este o comună din comitatul Uppsala län, Suedia, cu o populație de 205.199 locuitori (2013).

## Geografie

### Zone urbane
Lista celor mai mari zone urbane din comună (anul 2015) conform Biroului Central de Statistică al Suediei:
| Nr | Zona urbană | Pop.    |
| -- | ----------- | ------- |
| 1  | Uppsala     | 149.245 |
| 2  | Sävja       | 9.723   |
| 3  | Storvreta   | 6.340   |
| 4  | Björklinge  | 3.322   |
| 5  | Bälinge     | 2.406   |
| 6  | Vattholma   | 1.410   |
| 7  | Lövstalöt   | 1.399   |
| 8  | Vänge       | 1.320   |
| 9  | Jälla       | 933     |
| 10 | Almunge     | 816     |

## Demografie
| \| Evoluția demografică în comuna Uppsala, 1970–2015 \| Evoluția demografică în comuna Uppsala, 1970–2015 \| Evoluția demografică în comuna Uppsala, 1970–2015 \| Evoluția demografică în comuna Uppsala, 1970–2015 \| Evoluția demografică în comuna Uppsala, 1970–2015 \| \| ----------------------------------------------------------------------------------------------------- \| ------------------------------------------------- \| ------------------------------------------------- \| ------------------------------------------------- \| ------------------------------------------------- \| \| An \| \| \| Locuitori \| \| \| 1970 \| 1970 \| \| 129687 \| 129687 \| \| 1975 \| 1975 \| \| 138116 \| 138116 \| \| 1980 \| 1980 \| \| 146192 \| 146192 \| \| 1985 \| 1985 \| \| 154859 \| 154859 \| \| 1990 \| 1990 \| \| 167508 \| 167508 \| \| 1995 \| 1995 \| \| 183472 \| 183472 \| \| 2000 \| 2000 \| \| 189569 \| 189569 \| \| 2005 \| 2005 \| \| 183308 \| 183308 \| \| 2010 \| 2010 \| \| 197787 \| 197787 \| \| 2015 \| 2015 \| \| 210126 \| 210126 \| \| Sursa: SCB - Statistika Centralbyrån, Folkmängd efter region, civilstånd, ålder och kön. År 1968–2016 \| \| \| \| \| |      |  |           |        |
| Evoluția demografică în comuna Uppsala, 1970–2015 |      |  |           |        |
| An |      |  | Locuitori |        |
| 1970 | 1970 |  | 129687    | 129687 |
| 1975 | 1975 |  | 138116    | 138116 |
| 1980 | 1980 |  | 146192    | 146192 |
| 1985 | 1985 |  | 154859    | 154859 |
| 1990 | 1990 |  | 167508    | 167508 |
| 1995 | 1995 |  | 183472    | 183472 |
| 2000 | 2000 |  | 189569    | 189569 |
| 2005 | 2005 |  | 183308    | 183308 |
| 2010 | 2010 |  | 197787    | 197787 |
| 2015 | 2015 |  | 210126    | 210126 |
| Sursa: SCB - Statistika Centralbyrån, Folkmängd efter region, civilstånd, ålder och kön. År 1968–2016 |      |  |           |        |